# Presidential Emergency Facility
 (février 2019).
Un Presidential Emergency Facility (site d'urgence présidentiel) (PEF), également appelé Presidential Emergency Relocation Centers (centre de relogement d'urgence présidentiel) et VIP Evacuation and Support Facilities (centre d'évacuation et d'assistance VIP), est une résidence de travail fortifiée destinée au président des États-Unis, dans le cas où une résidence présidentielle normale, telle que la Maison Blanche ou le camp David, serait détruite, envahie par la guerre ou victime de tout types d’urgence nationale. Certaines installations d'urgence présidentielles sont des sections spécialement désignées des installations gouvernementales et militaires existantes, tandis que d'autres sont des sites dédiés qui ont été construits à cet effet. Selon diverses sources, il existe ou existait entre 9 et 75 installations de ce type.

## Quantité et emplacements
Dans son article de 1984 intitulé «Le jour après la troisième guerre mondiale», Edward Zuckerman déclare qu'il y avait alors neuf installations d'urgence présidentielles à 25 minutes de Washington DC en hélicoptère. Selon Zuckerman, les sites qu'il connaissait à cette époque étaient codés Cartwheel (au Fort Reno Park (en)), Corkscrew, Cowpuncher et Cannonball (Cross Mountain (en)), bien qu’ils aient tous été désaffectés depuis,,. La Maison Blanche elle-même est connue sous le nom de Crown, tandis que l'enceinte présidentielle située dans l'installation spéciale de High Point est Crystal (parfois appelée Crystal Palace).

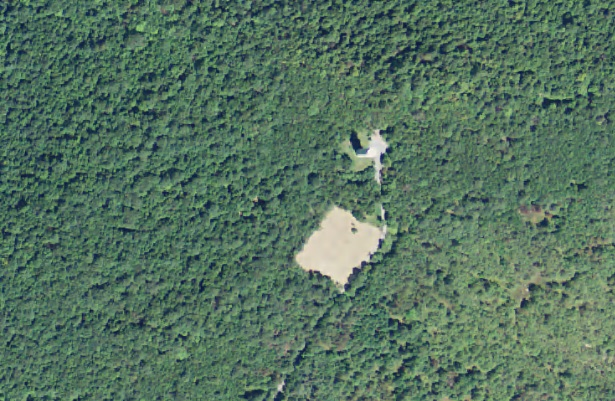
Vue aérienne du site d'urgence présidentielle «Cannonball» mise hors service dans une région rurale de Pennsylvanie.

Dans un rapport de 2004 à la Federal Communications Commission (FCC) concernant Corkscrew, qui à l’époque avait été déclassé et transféré à la FCC, l’historien David Rotenstein affirmait qu'il y avait 75 PEF «dispersés à travers les États-Unis»,.

## Conception et dotation
La construction de sites d'urgence présidentielles a débuté dans les années 1960 à partir de crédits publics classifiés.
Les sites d'urgence présidentielles construits à cet effet sont des structures de type silo en béton armé reposant sur un dédale souterrain de bunkers et de chambres conçues pour résister à une explosion nucléaire. L’une des rares descriptions d’une installation d’urgence présidentielle alors qu’elle était encore opérationnelle a été fournie par le capitaine Alex R. Larzelere de l'U.S. Coast Guard, un ancien assistant militaire de la Maison Blanche, qui s’est rendu sur un de ces sites en 1968.

« … Nous sommes partis de Washington pendant trois heures ou plus. Lorsque nous avons quitté la route principale, nous avons traversé des terrains très boisés et vallonnés. Le (Commandant John) Clearwater a quitté la route goudronnée et a emprunté un chemin de terre. Nous sommes finalement arrivés à une structure, peinte en vert forêt pour se fondre dans les arbres. L'aspect rustique de l'extérieur de l'installation et l'état non amélioré des terres boisées ont attiré peu d'attention. La plupart des installations étaient souterraines. »

Larzelere a ensuite décrit l'intérieur souterrain du site, notant qu'il y avait des quartiers pour le président et son personnel avec des lits prêts à l'emploi, des draps frais, des installations de communication et des magasins contenant des rations d'urgence, des médicaments et autres fournitures pour entretenir plusieurs personnes pendant une période prolongée.
Bill Gulley, ancien U.S Marine affecté au bureau militaire de la Maison-Blanche, a rapporté en 1980 que les PEF étaient tous "occupés 24 heures sur 24",.